# Boninal
Boninal là một đô thị thuộc bang Bahia, Brasil. Đô thị này có diện tích 847,905 km², dân số năm 2007 là 13234 người, mật độ 15,61 người/km².